# カンヌール国際空港
カンヌール国際空港 (カンヌールこくさいくうこう、マラヤーラム語:കണ്ണൂർ അന്താരാഷ്ട്ര വിമാനത്താവളം、英語:Kannur International Airport)はインド・ケララ州マタヌールにある国際空港。カンヌール市街地から東に28kmの位置にある。2018年12月9日に開港した。
2016年2月29日インド空軍機がこの空港初の着陸機として着陸した。 

## 歴史
カンヌールには1935年からタタ・エアライン（現エア・インディア）がゴア経由でボンベイ、トリヴァンドラムを結ぶ商用便を運行している滑走路が存在した。この便は1935年10月29日に運行が開始された。1997年に空港化の計画が現実化し、マタヌール近郊の土地が選定された。 

## 設備

### ターミナル
国際線・国内線用の統合旅客ターミナルがあり、床面積は97,000m²。ピーク時には最大2,000人の乗客を処理する能力がある。 

## 就航路線
2019年現在の就航路線は以下の通り。
| 航空会社                       | 就航地 |
| ------------------------------ | --- |
| エア・インディア               | 【国内線】 デリー（コーリコード経由/直行便）、コーリコード                                                                      |
| エア・インディア・エクスプレス | 【国際線】 アブダビ、バーレーン（クウェート経由）、ドーハ、クウェート、マスカット、リヤド、シャールジャ                         |
| GoAir                          | 【国内線】 デリー、バンガロール、チェンナイ、ハイデラバード、ムンバイ、ゴア 【国際線】 アブダビ、マスカット、ドバイ             |
| IndiGo                         | 【国内線】 バンガロール、チェンナイ、ゴア、フブリ、ハイデラバード、コーチ、ティルヴァナンタプラム 【国際線】 ドーハ、クウェート |

### 就航路線一覧

#### 国内線
デリー、チェンナイ、バンガロール、ハイデラバード、ムンバイ、コーリコード、ゴア、コーチ、ティルヴァナンタプラム

#### 国際線
- アラブ首長国連邦：アブダビ、ドバイ
- オマーン：マスカット
- カタール：ドーハ
- クウェート：クウェート市
- サウジアラビア：リヤド、シャールジャ
- バーレーン：バーレーン

## アクセス
カンヌール市街と空港を結ぶルートとしては一般道、鉄道、バスが存在する。
- バス[5]
  - マタヌール経由、カンヌールバスターミナル行き：1日2本、所要時間 1時間5分
  - マタヌール経由、Iritty行き：1日2本、所要時間 45分
  - Thalassery・コーリコード経由、Malappuram行き：1日1本、所要時間 4時間20分
  - マタヌール行き：1日1本、所要時間 10分